# Hércules (personaje)
Hércules es un personaje que aparece en cómics estadounidenses publicados por Marvel Comics. Debutando en la Edad de plata de los cómics, el personaje se basa en Heracles de la mitología griega, aunque el nombre «Hércules» está asociado con la versión de la mitología romana. El personaje ha protagonizado tres series limitadas y ha sido un miembro perenne del equipo de superhéroes Los Vengadores. 
En 2008, Hércules debutó en su propia serie, titulada The Incredible Hercules. El personaje fue clasificado #21 en la lista de IGN de «The Top 50 Avengers», y ha aparecido en varias formas de medios, incluyendo series de televisión y videojuegos. Brett Goldstein interpreta al personaje en la película del Universo cinematográfico de Marvel, Thor: Love and Thunder (2022).

## Historial de publicaciones
El personaje fue adaptado de la mitología por el escritor-editor Stan Lee y el artista / cotrazador Jack Kirby.
Hércules debutó en Avengers #10 (noviembre de 1964) como secuaz de Immortus, aunque su aparición se reveló en la serie limitada Avengers Forever #1-12 (diciembre de 1998 a noviembre de 1999) como un impostor. La primera aparición formal del personaje en el Universo Marvel fue en Journey into Mystery Annual #1 (1965), que estableció a Hércules como rival del dios del trueno Thor.

## Biografía ficticia

### 1960
Hércules aparece por primera vez cuando es sacado del pasado por el villano Immortus para luchar contra el Dios del Trueno, Thor. Esta historia no se menciona en la próxima aparición del personaje, que representa a Hércules y Thor aparentemente reunidos por primera vez. La discrepancia finalmente se explica cuando se revela que el primer "Hércules" encontrado era en realidad un fantasma espacial alienígena disfrazado.
Estrellas invitadas de Hércules en una extensa historia de Thor, derrotando a un Dios del trueno sin poder (castigado por Odín por amar a la mujer mortal Jane Foster). Hércules involuntariamente se convierte en el esclavo del otro dios olímpico, Plutón, cuando firma un contrato que cree que es para una película, pero en realidad afirma que ahora gobernará el Inframundo en lugar de Plutón. Hércules finalmente es rescatado por Thor (ahora con toda su fuerza) que lucha y derrota a los secuaces del inframundo de Plutón. Plutón opta por anular el contrato en lugar de aceptar la destrucción de su reino. Mientras que bajo el contrato, Hércules tiene un encuentro casual con Hulk, luchando contra el monstruo hasta detenerlo.
Hércules vuelve a aparecer como el esclavo de la villana, la Encantadora, que es el uso de agua de la fuente de Eros y trata de usar para destruir a los Vengadores, pero después de ser liberado del hechizo por una de las flechas de Hawkeye usando azufre, y siendo expulsado del Olimpo durante un año por Zeus por ir a la Tierra sin permiso, ayuda al equipo durante un período prolongado contra enemigos como el Pensador Loco, Diablo y el Hombre Dragón, Namor, el Guardián Rojo, Torbellino y el Titán Tifón, quien ha encarcelado a los olímpicos en la Tierra de las Sombras, hasta que se va al Olimpo. El personaje regresa brevemente durante una trama directamente después de la Guerra Kree-Skrull en la que los Vengadores regresan presencian a un Hércules amnésico secuestrado por dos Titanes. Después de lidiar con una interrupción en la ciudad de Nueva York causada por el Olímpico Ares, los Vengadores viajan al Olimpo y liberan tanto a Hércules como a los dioses olímpicos que han sido convertidos en cristal por Ares usando la espada Ébano. Descubren por el espíritu del Caballero Negro que perdió la memoria después de ser expulsado del Olimpo y a la deriva durante seis días y noches.

### 1970
Hércules continúa ayudando a Thor en varias historias relacionadas. Thor lucha erróneamente contra Hércules cuando intenta rescatar a una diosa asgardiana del inframundo, pero juntos vencen a los instigadores Ares y Plutón que están tratando de apoderarse del Olimpo; combate al Destructor y luego al Heraldo de Galactus, Firelord. antes de un enfrentamiento con Ego el Planeta Viviente en nombre de Galactus, ya que Galactus fue derrotado por Ego. Hércules está temporalmente poseído por la entidad Habitante en la Oscuridad y estrellas invitadas con el héroe Spider-Man en el título Marvel Team-Up. antes de reaparecer en el título de Thor, ayudando a la diosa asgardiana Sif a localizar un artefacto llamado Bastón Rúnico de Kamo Tharnn. Hércules también visita California y lucha contra el viejo enemigo Typhon.
Hércules se convierte en miembro fundador del equipo de superhéroes, Los Campeones, ayudando a los héroes mortales contra las maquinaciones de los Olímpicos Plutón e Hippolyta. El personaje aparece durante la saga de Korvac, y después de ser secuestrado por el Anciano del Universo, el compañero Hawkeye libera al Coleccionista (junto con los otros Vengadores) para luchar contra la entidad cósmica Korvac que ha absorbido el poder de la nave de Galactus, dándole un poder divino, y viajó desde el siglo 31 para rehacer el Universo. Aunque murió en batalla, Hércules y muchos de los Vengadores son resucitados por la entidad antes de morir. Hércules también aparece en una historia cómica con el miembro de los Cuatro Fantásticos, la Cosa.

### 1980
Hércules reaparece durante la "saga Celestial", uniéndose a una fuerza de invasión que comprende dioses olímpicos y otros aliados que asolan el reino de Olimpia (ocupado por los Eternos). Después de una aparición en cameo con los Vengadores, Hércules reaparece y ayuda a los héroes de la Tierra en una invasión de la ciudad de Nueva York por las legiones del demonio de fuego Surtur. Hércules vuelve a unirse a los Vengadores y ayuda al equipo contra amenazas como Maelstrom; los Hermanos Sangre; el Androide Visión cuando funciona mal; Terminus; la pirata espacial, Nebula y los villanos Kang el Conquistador e Immortus.
Durante la historia de "Los Vengadores Bajo Asedio", el barón Helmut Zemo reúne un ejército de supervillanos para formar la cuarta versión de los Maestros del Mal. Cortesía de un peón pagado, Hércules es drogado en un bar para incapacitarlo. Hércules, sin embargo, logra regresar a la Mansión de los Vengadores y se enfrenta con los Maestros del Mal, y Goliat, Mister Hyde y la Brigada de Demolición finalmente lo derrotan. Aunque los Maestros del Mal son derrotados, Hércules permanece en estado de coma como resultado de sus heridas. El siguiente argumento, titulado "Asalto al Olimpo", trata las consecuencias de las lesiones de Hércules, ya que el compañero olímpico Hermes lo saca del hospital y lo devuelve al Olimpo. Los Vengadores eventualmente persiguen - también ayudado por algún día el miembro Namor el Submarinero que es secuestrado por el dios griego Neptuno - y descubren que Zeus los acusa de la condición de Hércules, ya que Hércules los mencionó en estado de coma. Mientras los Vengadores luchan contra varios de los dioses y contra Zeus, el Titán Prometeo restaura a Hércules a plena salud utilizando parte de su fuerza vital, el Doctor Druid usa sus poderes para restablecer la cordura de Hércules, y Zeus accidentalmente ataca a Hércules, después de lo cual interrumpe la lucha. Él escucha por su hijo que los Vengadores no tienen la culpa. Después de eso, Zeus decide prohibir a los olímpicos de la Tierra.
Durante la historia de la "Guerra Evolutiva", Hércules derrota a un Alto Evolucionador equivocado al mutar "más allá de la divinidad". Finalmente, Hércules vuelve a su forma normal y ayuda a Thor contra villanos como la Mangosta y Doctor Doom. Después de que Hércules protagoniza una película de Hollywood de dudosa calidad como una versión ficticia de sí mismo, Zeus lo castiga por esta "farsa" al enviarlo a una misión para restaurar la fe perdida de Magma, un adorador activo de los dioses griegos. Las demostraciones de fuerza y heroísmo de Hércules no logran convencer a Magma de que él es el verdadero dios griego, y Zeus ignora sus súplicas de mostrarle su Olimpo. Sin embargo, ella llega a creer a Hércules después de presenciar su reacción elocuente a la muerte de un mortal.

### 1990
Junto con Thor, Hércules se enfrenta a la Brigada de Demolición una vez más, y recupera su confianza y derrota a los villanos cuando el Dios del Trueno finge la derrota. Después de una breve aparición en la saga "Galaxia Negra", donde está atrapado dentro de un Celestial, Hércules vuelve a unirse a los Vengadores como miembro de reserva y se actualiza al estado activo durante la historia de "Colección obsesión", ayudando al equipo contra Thane Ector y Ancianos del Universo del Coleccionista y luego durante la historia de Operación: Tormenta Galáctica.
Los otros dioses continúan peleándose con Hércules, con Ares, que posee el cuerpo de Eric Masterson que actualmente posee un poder de Thor perdido, lanzando un ataque fallido. Cuando Hércules se enamora de una mujer mortal llamada Taylor Madison, la diosa Hera interviene e intenta matarla, aunque esto se evita cuando Ares advierte a Zeus. Hércules descubre que Madison era en realidad una construcción creada por Zeus para atraer a Hera y atacar a su padre. Zeus está enojado por "la falta de respeto de su hijo", y le quita a Hércules su inmortalidad y la mitad de su fuerza, prohibiéndole volver al Olimpo.
Un abatido Hércules ayuda a la guerrera Shi'ar, Deathcry a regresar a su planeta natal, y al regresar a la Tierra, está devastado al enterarse de que los Vengadores, y los Cuatro Fantásticos, aparentemente se han sacrificado para detener a la entidad conocida como Onslaught, aunque realmente han sido enviados a un universo de bolsillo. Hércules se une brevemente al equipo comercial de superhéroes Heroes for Hire, y viaja a Grecia con Spider-Man para enfrentar la amenaza del Dr. Zeus. Eventualmente se reúne con sus camaradas Vengadores, ayudando al equipo contra Morgan Le Fey antes de elegir permanecer como miembro inactivo.
Después de un malentendido, Hércules es manipulado para luchar contra Thor, pero ayuda al Dios del Trueno (junto con la entidad Asgardiana el Destructor) contra los Dioses Oscuros, que han conquistado Asgard.
Hércules decide ubicar a Erik Josten, ahora reformado y rebautizado como "Atlas" y miembro de Thunderbolts, que como "Goliat" participó en la golpiza de Hércules por parte de los Maestros del Mal. Hércules encuentra y ataca a Josten hasta que el ex Vengador, Hawkeye (ahora líder de los Thunderbolts) lo convence de detenerse, aunque a costa de su amistad. Hércules también ayuda a los Vengadores contra el grupo avatar, los Ejemplares.

### 2000
Hércules se convierte en un borracho, consternado por la disolución de los Vengadores durante la historia "Desunidos", y la destrucción de Asgard y la desaparición de Thor. Hera aprovecha la vulnerabilidad de Hércules y, a través de su peón, Euristeo (un antiguo rival de Hércules durante los Doce Trabajos) propone que complete una versión moderna del clásico Labors para un reality show de televisión. A pesar de la oposición de villanos como la Abominación; la organización HYDRA y tareas incómodas como recuperar el escudo del Capitán América, Hércules tiene éxito. Hércules también es perdonado por la exesposa Megara, a quien Hércules mató accidentalmente (junto con sus hijos), un engaño revelado por una Hera humilde.
Hércules encuentra a Thor por segunda vez en una historia retrospectiva; y estrellas invitadas en una historia cómica con la heroína She-Hulk, Hércules siendo demandado con éxito por el villano Constrictor por haberlo herido. Hércules también ayuda al dios griego Ares en contra de los dioses japoneses cuando intentan invadir el Olimpo. Finalmente, Hércules recupera su fortuna perdida en un partido de póquer con el Constrictor.
Durante la historia de Civil War, Hércules aparece como un oponente de la Ley de Registro Sobrehumanos, y llama a los héroes pro-registro "traidores". Tomando el alias de "Victor Tegler" - un consultor de tecnología de la información con la ayuda de Nick Fury - para esconderse de las fuerzas a favor del registro, Hércules es despedido por Iron Man, creyendo que ni siquiera puede deletrear registro. Hércules ayuda a los Vengadores Secretos a escapar después de que el clon de Cyborg Thor es lanzado primero por Hércules, sin embargo, mata al cyborg clon de Thor en la batalla final entre los dos bandos, afirmando que es un insulto al Odinson, antes de romperle la cabeza con un martillo mientras gritaba "Tú no eres Thor". Hércules también protagoniza la historia de "World War Hulk", que presenta un flashback a un período en el que el equipo de superhéroes, los Campeones, todavía están juntos. En el flashback, el equipo ataca erróneamente a Hulk, y el retraso casi mata a una gravemente enferma, Jennifer Walters. Hércules y su excompañero de equipo de los Campeones, Ángel, se reconcilian con Hulk. Junto con otros súper seres, Hércules forma un grupo suelto llamado "Renegados" para intentar detener a Hulk cuando invade la ciudad de Nueva York, y luego ayuda con las operaciones de rescate y recuperación en las ruinas de la ciudad destruida, partiendo antes de ser aprehendido.
Después de la conclusión de World War Hulk, Hércules se embarca en una serie de aventuras con su compañero Amadeus Cho, un genio adolescente y "compañero". Hércules se encuentra con el enemigo de hace mucho tiempo Ares, quien envenena al héroe con el veneno de la mítica Hydra. Después de enloquecerse por el veneno y embarcarse en un alboroto destructivo, Hércules finalmente es detenido por el excompañero de equipo de los Campeones, Black Widow (quien también neutraliza a Cho cuando ataca a la organización de espías S.H.I.E.L.D.)
Hércules juega un papel fundamental en la historia de Secret Invasion, formando un equipo llamado Escuadrón Dios (compuesto por Ajak, Amatsu-Mikaboshi, Demogorge y Snowbird) para neutralizar a los dioses Skrull dirigiendo la invasión de la Tierra. Hércules se convierte en líder del equipo, como representante de los Dioses Occidentales. Cuando Pesadilla pregunta por los miedos del equipo mientras tratan de obtener su ayuda para llegar a los dioses Skrull, ve que el miedo de Hércules no pierde a su portador de armadura, Hylas. Hércules y Snowbird forman un vínculo romántico, y juntos asesinan a Kly'bn, el líder del panteón de Skrull, empalándolo con la espina dorsal del muerto (con Amatsu-Mikaboshi asumiendo este papel y terminando la intervención de la divinidad de Skrull). A este evento le sigue inmediatamente la historia "Amor y Guerra", en la que Hércules y sus aliados Cho; Namora y la diosa Atenea intentan frustrar a las Amazonas, el líder Artume, quien reformula para que el mundo esté dominado por las mujeres amazónicas. Hera y Plutón aprovechan el caos y Zeus ausente para intentar matar a Hércules y Atenea. Hércules ayuda a la amante de Cho, Delphyne, a matar a Artume y tomar su lugar como reina, y con Atenea es capaz de restablecer la realidad.
Aunque tuvo éxito, Atenea despacha a Hércules y Cho a Hades para encontrar a Zeus, ya que es necesario para contrarrestar a Hera. Los dos son perseguidos en Hades por el Elfo Oscuro Malekith el Maldito - disfrazado como el dios asgardiano Balder el Valiente - que solicita a los personajes embarcarse en una misión en Svartalfheim, el hogar de los Elfos Oscuros. A pesar de que Plutón usa el espíritu del padre adoptivo de Hércules, pueden recuperar a Zeus. Durante una serie cómica de eventos, Hércules se ve obligado a disfrazarse como Thor y finalmente casarse con Alflyse, la Reina de los Elfos Oscuros.
Durante la historia del Dark Reign, Cho es alertado sobre las actividades del Dios Anciano Chthon, que están causando una "cascada de caos". Para enfrentar esta amenaza, Cho y Hércules forman un nuevo equipo de Poderosos Vengadores junto con el agente estadounidense Visión, Hank Pym, Estatura, Quicksilver y Yocasta. El equipo va a irrumpir en el Edificio Baxter, luchan contra El No Hablado en China, visitar a los Inhumanos para devolver sus cristales robados de Xerogen, pelear contra un cubo cósmico facultado por Hombre Absorbente, y captura a Loki para obtener información sobre la Bruja Escarlata. Cuando Pym solicita que Loki se una al equipo, Hércules y los demás pierden la fe en él como líder y renuncian.

### 2010
Hércules se une a los Poderosos y Nuevos Vengadores para evitar que Hera rehaga el universo con un dispositivo llamado Continuum. Hércules combate a Tifón en el universo alternativo Continuum y lo derrota. Athena aparece después de la pelea, pero en lugar de venir a ayudar, aparentemente destruye el universo de Continuum con Hércules todavía adentro. Ella explica que tuvo que morir para que Amadeus Cho pudiera reemplazarlo como el nuevo "Príncipe del Poder". Un servicio fúnebre se lleva a cabo en el Partenón en Atenas, donde muchos de los camaradas de Hércules rinden homenaje y comparten recuerdos. Athena nombra a Amadeus como el nuevo líder del Grupo Olimpo. Amadeus viaja a Hades, solo para descubrir que Hércules, de hecho, no está muerto. Cho le dice a Athena que tiene la intención de usar todos sus recursos para encontrar a Hércules y traerlo de regreso. Cho se une a Bruce Banner para construir una máquina que pueda escanear toda la realidad, pero descubre que tomaría más de mil millones de años localizar a Hércules. Amadeus luego se embarca en una búsqueda para obtener el poder de un dios, compitiendo contra Vali Halfling y el Panteón y haciendo equipo con Thor. Una vez que Cho se convierte en un dios y alcanza la omnisciencia, se da cuenta de que es inadecuado para ejercer ese poder. Primero devuelve a Hércules a la Tierra y luego transfiere todos sus nuevos poderes a él.
Durante los eventos de la Guerra del Caos, Amatsu Mikaboshi llega a la Tierra con un ejército de dioses esclavos, destruyendo la dimensión de los sueños y haciendo que personas de todo el mundo entren en coma. Luego destruye las vidas posteriores de todas las culturas del mundo, liberando a los muertos para que caminen por la Tierra. El recientemente sobrealimentado Hércules ensambla un segundo Escuadrón de Dios para luchar contra Mikaboshi, quien ahora se llama a sí mismo el Rey del Caos. Los esfuerzos combinados del Escuadrón Dios, Alpha Flight, la familia Hulk y los miembros fallecidos de los Vengadores y X-Men logran mantener a raya a los ejércitos del Rey del Caos, mientras que Cho y Galactus trabajan en una forma de transportar toda la Tierra a la seguridad del universo del Continuum. Hércules puede sellar al Rey del Caos en el Continuum, salvando al mundo. Hércules luego gasta todos sus nuevos poderes para restaurar el universo, dejándolo reducido a un hombre mortal una vez más.
Hércules reaparece en Brooklyn, armado con una nueva colección de armas olímpicas robadas del arsenal de Ares. Incluyen una espada mágica llamada Espada de Peleus, el Escudo de Perseo (un escudo irrompible que convierte a cualquiera que lo mire en piedra), flechas que pueden penetrar a través de cualquier cosa, y el Yelmo de Hades (un casco de invisibilidad). Él consigue un bar de trabajo atendiendo en un bar de carreras griego en Brooklyn.
Durante la historia de Fear Itself, Hércules se encuentra con Basilisk, Griffin, Hombre-Toro y un cuarto personaje no identificado robando un banco. Acababan de escapar de la Balsa durante la ruptura causada por Juggernaut, quien se transformó en Kuurth: Rompedor de piedra. Hércules pronto descubre que la cuarta persona amnésica con ellos es en realidad la diosa bruja Hécate. Durante la pelea, Hécate mira hacia el Escudo de Perseo y recupera sus recuerdos de apoderarse de Brooklyn. Luego se une a Kyknos para tomar el control de la ciudad. La pareja logra convertir a algunas personas contra Hércules debido al caos que la Digna Serpiente ha creado. Cuando Hércules usa el Escudo de Perseo para convertir a algunas personas en piedra, Basilisk y Hombre Toro huyen. Griffin reacciona a las fuerzas mágicas en acción, convirtiéndose en una bestia salvaje. Él salva la vida de Hércules y se convierte en su nuevo corcel, permitiéndole volar alrededor de la ciudad. Hércules se recupera al escuchar las oraciones de sus adoradores y se encuentra al cuidado de Griffin, solo para descubrir que Brooklyn ha sido remodelado en un paisaje de pesadilla. Hércules y Griffin logran encontrar dónde se esconden Basilisk y Hombre Toro y reclutan su ayuda. Los villanos se acercan a Hecate y Kyknos usando un ardid que implica que Hércules se convierte en piedra. Hércules rápidamente revive y salva a los villanos matando a Kyknos, y luego evita la resurrección de Ares pateando su alter. Hécate huye y Brooklyn vuelve a la normalidad.
Durante la historia de Spider-Island, los propietarios / operadores griegos del bar donde trabaja Hércules han huido de los peligros de la ciudad de Nueva York y regresaron a Grecia, dejando a Hércules a cargo. Se hace amigo de un anciano africano llamado A. Nancy que ama las historias. Una noche, Herc es mordido por un chinche que le da poderes de araña, que usa para combatir el crimen. La Reina de Spider Island se revela a Herc y lo convierte en su esclavo. Ella envía a Spider-Herc contra los X-Men, que estaban en la ciudad después de luchar contra la gente de lagartos en las alcantarillas. Intentan razonar con él, pero él los ataca con la Espada de Peleus. Debido a las propiedades mutagénicas de los poderes de Spider-Man, Spider-Herc muta en Herc-Spider a media batalla. Poco después, los X-Men están atrapados en una red mágica, y la diosa griega Aracne aparece. En lugar de luchar, se revela que Aracne se siente muy atraída por la nueva forma de Herc y se abrazan, mientras que los X-Men se ven obligados a mirar. Mientras Aracne está preocupada, A. Nancy irrumpe en su casa y le roba su mítico tapiz tejido. Se revela como el dios araña africano Anansi, un coleccionista de historias. Hércules se cura más tarde de su transformación de araña por Peter Parker, junto con todos los demás infectados.
Se pide a Hércules que actúe como instructor invitado en la Academia Vengadores cuando la mayoría de los profesores principales están preocupados por los eventos de Avengers vs. X-Men. Tigra se sorprende por su desnudez mientras demuestra el antiguo arte griego de la lucha libre y lo obliga a usar ropa. La escuela es de repente visitada por el Capitán América, quien solicita que las instalaciones se utilicen para contener a los miembros más jóvenes de los X-Men hasta que termine la lucha. Kavita Rao y Madison Jeffries instan a sus alumnos a cumplir con los Vengadores, pero muchos están resentidos por el confinamiento. Hércules organiza una competencia olímpica entre las dos escuelas con el fin de aliviar las tensiones y evitar que se produzca una pelea real. Sebastian Shaw (que también estaba recluido en la Academia) escapa y los profesores de ambas escuelas intentan evitar que llegue a los estudiantes. Hércules es derrotado porque Shaw puede absorber la energía mágica de sus armas. Shaw luego le dice a los estudiantes de X-Men que escapen antes de huir. Hércules insta a Tigra a dejar que los niños se unan a la pelea si lo desean, creyendo que no tenían derecho a mantenerlos allí contra su voluntad en primer lugar. Algunos de los estudiantes de X-Men permanecen en la Academia Vengadores mientras que muchos se unen a la lucha, y Hércules refleja que, mientras que la generación anterior solo ha encontrado la guerra, al menos algunos de los niños pudieron encontrar la paz.
Como parte del evento All-New, All-Different Marvel, Hércules, aislado y rechazado por la comunidad de héroes, intenta recuperar su reputación como un verdadero héroe y asume las amenazas de la Tormenta de Levantamiento, un grupo de nuevos dioses que consiste en Catastrofobia: Dios de la Guerra, Horroroscopo y Cryptomnesia: Dios de Datos, mientras planean aniquilar a los viejos dioses.
Durante la historia de Civil War II, se ve a Hércules en un bar hablando con Amadeus Cho, quien se convirtió en el nuevo Hulk, cuando la ciudad se ve repentinamente atacada y ambos entran en acción. Durante la batalla, mientras Amadeus ayuda a los otros héroes, Hércules se encuentra con la Tormenta de Levantamiento, que le cuenta sobre su plan para destruir el mundo y convertirlo en uno de ellos al provocarlo a creer que los otros héroes ya no lo quieren. De vuelta a casa, confina su encuentro a sus amigos y, después de una emotiva charla de su casera Sophia, decide reunir a los antiguos héroes para luchar contra la Tormenta de Levantamiento. Al reunir a los antiguos héroes, conocidos como los Dioses de la Guerra, Hércules les informa de la situación cuando la Tormenta de Levantamiento repentinamente aparece. Comienzan a luchar, con la tormenta de levantamiento teniendo la ventaja. En el medio de la pelea, Hércules comienza a destruir la ciudad cuando Cryptomnesia usa la marca que le colocó para convertirlo en un Dios del Caos, lo que obliga a los demás a luchar contra él mientras el Reloj de la sublevación. Durante la batalla, Hércules se enfrenta a Steve Rogers, Capitána Marvel, Spider-Man y Medusa que intentan detener su alboroto. Después de una breve pelea, los Dioses de la Guerra informan a los héroes de la Tormenta y la maldición sobre Hércules, aunque ellos no los ven. Steve y Gilgamesh luego van a liberar a Hércules de la maldición que hace Steve gritando "Vengadores Unidos". Después de que la marca desaparece y los otros héroes se van, Hércules informa a sus amigos sobre las verdaderas intenciones de la Tormenta, la destrucción total, y que deben ser detenidos. Más tarde, mientras Hércules, Sigurd, Gilgamesh, Beowulf y Theseus emboscan a la Tormenta en su escondite, un hotel abandonado, Ire, Lorelei y Tiresias realizan un ritual para debilitar la Tormenta. Inicialmente, el ritual no tiene efecto hasta que Horroroscopo es derrotado y asesinado por Ire y Lorelei, cuando se teletransportó al apartamento para matarlos, mientras que Gilgamesh y Hércules matan Catastrophobia y Cryptomnesia respectivamente. Después de matar a Cryptomnesia, Athena felicita a Hércules, quien le ofrece un lugar en Olympus. Hércules lo rechaza para que pueda seguir viviendo en la Tierra como un verdadero héroe.
A raíz de Civil War II, Hércules vuelve a unirse a los Vengadores, donde frustran una emboscada de Kang el Conquistador. Mientras que los otros quedan atrapados en el Limbo como resultado de paradojas de tiempo creadas por Kang, Hércules (inmune a las tácticas actuales de Kang de atacar a los bebés Vengadores ya que nadie sabe exactamente dónde o cuándo nació) va a Vietnam donde lucha dos versiones de Kang atacando un templo que estaban buscando una versión infantil de Kang. Después de que Hércules encuentra al niño, los Vengadores regresan del limbo y comienzan a luchar hasta que Visión envía a Avispa a tiempo para devolver al bebé Kang a su era. Después de que Avispa tiene éxito, los Vengadores hacen un plan para derrotar a Kang para siempre. Reúnen a los Vengadores originales del pasado y unen sus fuerzas para atacar las versiones alternativas de Kang al mismo tiempo. Después de derrotar a Kang, cada uno de los Vengadores vuelven a sus líneas de tiempo. Los Vengadores son reclutados por un reformado Doctor Doom que opera como Iron Man para derrotar a un aquelarre de brujas jóvenes. Más tarde se enfrentarán a Vengador X, un miembro de los Nuevos Vengadores originales, que intentó eliminar el equipo hasta que Avispa la redujo a niveles subatómicos.
Durante la historia del Imperio Secreto, Hércules aparece como miembro del clandestino, que es un movimiento de resistencia contra Hydra desde que tomaron control de los Estados Unidos. Hércules y Quicksilver lideran una fuerza de ataque para encontrar los fragmentos del Cubo Cósmico para que puedan usarlo para restaurar al Capitán América a la normalidad. Al convencer a Sam Wilson para sacarlos clandestinamente del país, el equipo va a localizar un fragmento del Cubo Cósmico que está en posesión de Ultron. Al llegar, se encuentran con los Vengadores de Hydra liderados por Steve Rogers y son capturados por Ultron. Más tarde logran escapar mientras Ultron le da su fragmento al equipo. Durante una misión en Madripoor, Hércules se convirtió en piedra por Gorgon aunque logró derribarlo entre su petrificación. De vuelta en su escondite, Hércules va a la enfermería para sanar hasta que Hydra llega y ataca la base. Luego, los héroes luchan contra los Avengers de Hydra y un Bruce Banner revivido como Hulk hasta que la base explote. Después de que su escondite es destruido, los héroes ven a Sam Wilson reasumir el manto del Capitán América. Con el uso del fragmento del Cubo Cósmico, logran ayudar a destruir el Escudo de Defensa Planetario y la Fuerza Oscura domina Manhattan y libera a todos los Inhumanos encarcelados. Mientras ataca a las fuerzas de Hydra en el Capitolio, el Subterráneo es sorprendido por Steve Rogers, quien llevaba puesta una armadura Cósmica. Más tarde son testigos de la batalla final entre el Hydra Steve Rogers y el verdadero Steve Rogers y la restauración de los Estados Unidos. A raíz del evento, Hércules y Visión van a una cafetería donde discuten sobre la inmortalidad y sus altibajos. Más tarde, Sam y Thor, que recibieron una llamada sobre un ataque de supervillano, señalan que entran en acción. Hércules y los otros Vengadores unieron fuerzas con los Campeones para evitar que el Alto Evolucionador se fusionara con la Tierra 1 y la Tierra 2.
Cuando la Antorcha Humana comienza a perder sus poderes, le pide consejo a Hércules sobre cómo restaurarlos. Hércules había encontrado recientemente una forma de recuperar sus poderes después de perderlos peleando contra el Rey del Caos. Johnny y la cosa lo encuentran en un bar en Brooklyn bebiendo cerveza sin alcohol. Él les cuenta cómo fue curado por un científico llamado Rachna Koul. Los lleva a su laboratorio secreto (ubicado en algún lugar de los bosques de Colorado) donde explica que pudo reparar el conducto biológico que conecta a Herc con la fuente de su poder piadoso.
Durante los eventos de "No Surrender", Hércules es enviado al Coliseo Romano con el equipo de Vengadores de Rogue para luchar contra la Legión Letal. El equipo luego viajó a la Antártida para luchar contra el Orden Negro. Más tarde, Hércules y sus compañeros de equipo intentan evitar que Hulk invada la sede de los Vengadores. Hércules y Sunspot usan su fuerza combinada para estabilizar el "motor mundial" que protege la Tierra, mientras que Thor y Lightning lo recargan. Herc, Thor y Wonder Man viajan a Asgard para celebrar su victoria.

### 2020
Cuando Hércules trató de localizar a su familia resucitada, fue capturado por ellos. El fue liberado por los reformados Guardianes de la Galaxia. Ayudó a los Guardianes a detener a los dioses locos, pero a costa de la vida de Star-Lord. Después de la batalla con los Guardianes del Brazo Espiral Oeste de Gamora, Hércules comenzó una relación con Noh-Varr.
Durante la historia de "Blood Hunt", Hércules se encuentra entre los superhéroes que se unen a la rama de los Vengadores del Capitán América cuando luchan contra la invasión de vampiros.

## Poderes y habilidades
Hércules posee los poderes típicos de un dios olímpico, incluida la fuerza sobrehumana, la durabilidad, la velocidad, los reflejos y la resistencia. Él es el más fuerte de los olímpicos, siendo capaz de hacer hazañas como levantar y lanzar una secuoya gigante, romper rocas en polvo, sellar un acantilado entero alrededor de un oponente con sus propias manos, noqueando una amarilla- Crestado Titán, y arrastrando la isla de Manhattan. (aunque esto fue más tarde retconned para ser simplemente una jactancia que había hecho, y no una hazaña genuina). Sus piernas superfuertes le permiten correr a velocidades de más de 100 mph, y saltar más de cien pies en el aire. Él puede soportar los golpes de Thor, y posee una resistencia completa a las balas de alto calibre.
Hércules es muy hábil en tiro con arco, boxeo, lucha grecorromana y afirma haber inventado el arte marcial Pankration. En combate, de vez en cuando empuña una maza adamantina de aspecto dorado, declarada y demostrada de igual durabilidad que el propio martillo místico de Thor, Mjolnir. (aunque no está encantado con habilidades adicionales como Mjolnir) - forjado por el griego dios Hefesto. Como atleta olímpico, es resistente a todas las enfermedades terrenales, posee un factor de curación, inmortalidad y también tiene cierta inmunidad a la magia. Sin embargo, su fuerza puede ser tomada por la magia olímpica significativa, como la de Zeus.
Hércules sacrificó sus poderes piadosos para salvar a la humanidad a raíz de la Guerra del Caos, y fue completamente impotente. A pesar de esto, mantuvo su condición física excepcional en comparación con un ser humano normal, habilidades increíbles en arquería y combate cuerpo a cuerpo y acceso a armas mágicas y artículos que ayudan en la batalla. Al comienzo de la serie Hércules 2015, sus poderes hicieron un regreso inexplicable. Más tarde se reveló que habían sido restaurados a través de medios científicos. En este momento, Hércules hizo uso de armas antiguas y modernas, como fusiles de asalto, pistolas Taser, lanza-granadas y otros.

## Otros personajes de Marvel llamados Hércules
- Varen David-En 1940, Timely Comics (el predecesor de Marvel) publicó las aventuras de un hombre fuerte llamado "Hércules" en Mystic Comics #3 y 4.[131] En 2009, este personaje fue perfilado en el Marvel's Marvel Mystery Handbook e identificado como "Varen David".
- Miembro sin nombre de la Orden: un miembro de La Orden con nombre en clave "Hércules" apareció por primera vez en Civil War #7 (2007).

## Otras versiones

### Marvel Zombies
Una versión zombi de Hércules aparece junto a She-Hulk, Firestar y Starfox en Marvel Zombies vs. The Army of Darkness cuando Bruja Escarlata explica a Ash Williams y Dazzler sobre el SOS que el coronel América puso en el comunicador del Vengador. Más tarde participa en un ataque multi-zombi en el castillo del Doctor Doom. Había Latverianos humanos adentro.
En Marvel Zombies: Dead Days aparece en el Helicarrier de S.H.I.E.L.D. como uno de los héroes que sobrevivió a la plaga zombi.
Más tarde, se lo ve en las ruinas de Nueva York. Él es una de las muchas víctimas en el conflicto librado contra Silver Surfer; él es aplastado por la versión zombi de Hulk cuando trata de sacar la cabeza de Silver Surfer de su boca.

### MC2
En el título de impresión MC2 del universo alternativo A-Next, Hércules es uno de los últimos Vengadores originales con vida y tiene un hijo llamado Argo el Todopoderoso, que ayuda a la próxima generación de Vengadores.

### Ultimate Marvel
En el universo de Ultimate Marvel, Hércules aparece como uno de los Comandos Aulladores de Nick Fury. Aunque Fury afirma que Hércules es un dios real, Monica Chang duda de esta afirmación.

## Otros medios

### Televisión
- Aparece en la serie The Marvel Super Heroes de 1966, con la voz de Len Birman.[137]
- Hace un cameo en la serie de X-Men de 1992, episodio "One Man's Worth".
- Hércules hace cameos sin hablar en Los Cuatro Fantásticos de 1994, episodio "To Battle the Living Planet". Cuando Ego comenzó a dañar la Tierra, Hércules se unió a los Vengadores y Los 4 Fantásticos para salvar a la gente de la ciudad de Nueva York. En "Doomsday", cuando el Doctor Doom robó el poder de Silver Surfer, Hércules estaba con Iron Man mientras la Inhumana Crystal ayudaba a los 4 Fantásticos.
- Aparece en The Super Hero Squad Show, capítulo "Support Your Local Sky-Father", con la voz de Jess Harnell.[138] Mientras que en el disfraz de Gyros: Dios de Pitas, los trucos de Loki. Zeus y Odín van a la celebración de un concurso entre Thor y Hércules. En "So Pretty When They Explode", Hércules y She-Hulk ayudan al Escuadrón en el rescate de Nova de Thanos.
- Aparece en la segunda temporada de Hulk and the Agents of S.M.A.S.H., episodio 16, "La Historia de Hércules",[139] con la voz de Townsend Coleman.[140] Además de la historia mitológica de Hércules y de ser el protector de Grecia, que se muestra para tener una historia con Hulk, siempre pronuncia bien el nombre Caronte (que molesta a Caronte), y causa más problemas de los que puede resolver mientras que se divierte un gran ego. Se dijo que la última vez que Hulk fue invitado por Hércules, que terminó la lucha contra una Quimera. En la batalla contra Plutón, quién convierte a She-Hulk, Skaar, Red Hulk y A-Bomb en piedra con el escudo de Minerva robado de su bóveda, Hércules y Hulk van al inframundo a detenerlo, pero su pierna se vuelve piedra y el de Hulk su brazo derecho y se retiran. Al volver al Olimpo nuevamente en la batalla, Hércules se vuelve piedra, pero cuando Hulk destruye el escudo de Minerva al derrotar a Plutón, vuelve con los otros a la normalidad y derrotan al ejército de Plutón, aprendiendo a preocuparse por los demás en lugar de sí mismo. Al final, celebra con los Hulks en su visita en Vista Verde. En el episodio 26, "Planeta Monstruo" Pt. 2, Hércules es uno de los superhéroes que ayuda a los Agentes de S.M.A.S.H., los Vengadores y otros héroes a luchar contra las fuerzas de la Inteligencia Suprema y los Kree.
- Aparece en la cuarta temporada de Avengers: Secret Wars, episodio 5, "El Increíble Herc",[141] con la voz de Matthew Mercer.[142] Hércules ayuda a Pantera Negra y los Nuevos Vengadores en detener al perro de 3 cabezas, Cerberos y al decirles que quiere unirse a ellos. Luego del enfrentamiento de la Hidra, descubre que se esconde de su hermano Ares, que le robo la Llave del Tártaro, al enviar a la Hidra y Cerberos para obtenerlo y es capturado. Se libera para ayudar a los Nuevos Vengadores en enfrentar a Ares y el Kraken, que fue liberado y en la pelea, lo vuelven a encerrar con Ares. Hércules decide dejar a los Vengadores, solo cuando lo decida en unirse a ellos en el futuro. Al final, cuando el equipo vota si se queda o no, Hércules limpia el desastre en la mansión.

### Películas
- Hércules aparece en la escena de mitad de créditos de la película de Marvel Cinematic Universe Thor: Love and Thunder (2022), interpretado por Brett Goldstein.[143]Después de una escaramuza con Thor y su equipo contra el Consejo de los Dioses en Ciudad Omnipotencia, Hércules es encargado por su padre en cazar y matar al Dios del Trueno.
- Hércules volverá en los próximos títulos cinematográficos como Avengers: The Kang Dynasty y Avengers: Secret Wars.

### Videojuegos
- Hércules aparece como un personaje no jugable en el videojuego Marvel: Ultimate Alliance 2, con la voz de Sean Donnellan. Él sirve como un jefe en el lado Pro-registro. Él es capturado por los héroes en la base HYDRA en Nueva Jersey. Él y Cable son enviados en un camión de convoy, pero luego son rescatados por el Capitán América. También se muestra a Hércules empuñando una espada en una de las escenas de corte además de sus armas normales, pero es rápidamente desarmado por Wonder Man. Él es visto en el servicio fúnebre. Hércules ayuda a proteger a la Torre Stark y logra escapar después de que es invadido por el Fold mientras los héroes luchaban contra el Fold en Wakanda.
- Hércules aparece en Marvel Super Hero Squad: The Infinity Gauntlet, con la voz de Jess Harnell. Loki y Encantadora organizaron un concurso entre Hércules y Thor, y el premio fue la Gema del Ritmo Infinito. Thor logró derrotar a Hércules en el concurso.
- Hércules es un personaje jugable en el juego de Facebook Marvel: Avengers Alliance.
- Hércules aparece en Marvel Heroes, con la voz de Travis Willingham.
- Hércules aparece como un personaje jugable Marvel Contest of Champions.

### En inglés
- Hércules en Comicbook Database
- "Greek Week Part I - Pak & Van Lente talk Hercules' Past", Comic Book Resources, 17 de marzo de 2008
- "Greek Week Part II - Hulk vs. Hercules: When Titans Clash", Comic Book Resources, 19 de marzo de 2008
- "Greek Week Part III: Artist Rafa Sandoval", Comic Book Resources, 19 de marzo de 2008
- "Love, Olympian Style: Pak & Van Lente talk Incredible Hercules", Comic Book Resources, 4 de septiembre de 2008

- Datos: Q534889